# Jianggu, Guangdong
Jianggu (kinesiska: 江谷) är en köping i sydöstra Kina. Den ligger i Sihui i staden Zhaoqing i provinsen Guangdong, omkring 75 kilometer nordväst om provinshuvudstaden Guangzhou. Antalet invånare är 27 177. Befolkningen består av 13 584 kvinnor och 13 593 män. Barn under 15 år utgör 14,0 %, vuxna 15-64 år 69 %, och äldre över 65 år 15,0 %.